# Obalno-kraška

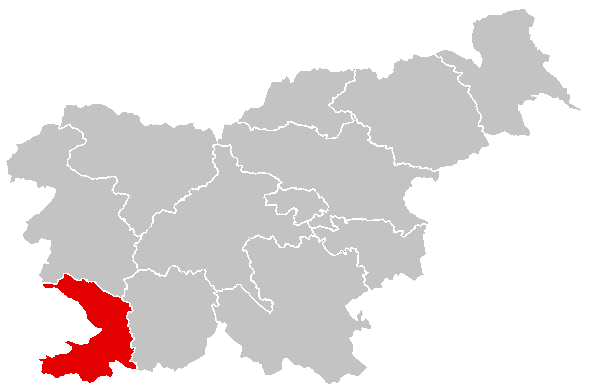
La région d'Obalno-kraška en Slovénie

La région d'Obalno-kraška (Carse-litorale ; en italien : Carsico-litoranea) est une région statistique de Slovénie située en bordure de la mer Adriatique.
Font partie de cette région des villes comme :
- Koper/Capodistria
- Komen
- Divača
- Hrpelje-Kozina
- Izola-Isola
- Piran-Pirano
- Sežana